# Kremlin Cup 1999
Der Kremlin Cup 1999 war ein Tennisturnier der WTA Tour 1999 für Damen und ein Tennisturnier der ATP Tour 1999 für Herren im Olimpijski in Moskau und fanden zeitgleich vom 16. bis zum 24. Oktober 1999 statt.